# Ängsjön, Närke
Ängsjön är en sjö i Hallsbergs kommun i Närke och ingår i Motala ströms huvudavrinningsområde.